# Касиривімаб
Касиривімаб (англ. Casirivimab) — людське моноклональне антитіло, яке застосовується у фіксованій комбінації з іншим моноклональним антитілом імдевімабом, та розроблене американською біотехнологічною компанією «Regeneron Pharmaceuticals», яке в листопаді 2020 року отримало схвалення від FDA на екстрене використання для лікування COVID-19 легкого та середнього ступеня тяжкості у хворих, які мають високий ризик розвитку важкої форми COVID-19. Цей комбінований препарат не показаний до застосування хворим, госпіталізованим у зв'язку з COVID-19 або потребують кисневої терапії у зв'язку з COVID-19.
Комбінація касиривімабу та імдевімабу отримала тимчасове схвалення у Великій Британії під назвою «Ronapreve» з 20 серпня 2021 року. Європейське агентство з лікарських засобів також розглядає ефективність препарату.

## Клінічна характеристика
Механізм дії касиривімабу полягає у зв'язуванні з однією з ділянок білка шиповидних відростків оболонки вірусу SARS-CoV-2, що спричинює блокування прикріплення вірусу до мембрани клітини, що унеможливлює потрапляння SARS-CoV-2 в клітини людини. Імдевімаб застосовується шляхом внутрішньовенної інфузії разом з касиривімабом. Діючою речовиною препарату є імуноглобулін G 1 лямбда-типу, який отримують з рекомбінантних клітин яєчника китайських хом'ячків.

## Клінічні дослідження
Клінічні дані, на основі яких надано дозвіл на екстрене використання касиривімабу/імдевімабу, базуються на рандомізованому, подвійному сліпому, плацебо-контрольованому клінічному дослідженні на 799 дорослих хворих, не госпіталізованих з приводу COVID-19, від легкого до середнього ступеня тяжкості. З цих учасників 266 отримали одну внутрішньовенну інфузію 2400 мг касиривімабу та імдевімабу (по 1200 мг кожного), 267 отримали 8000 мг касиривімабу та імдевімабу (по 4000 мг кожного), а 266 отримали плацебо протягом трьох днів після отримання позитивного результату тестування на SARS-CoV-2.
Заздалегідь визначеною первинною кінцевою точкою для досягнення результатів дослідження була середньозважена зміна вірусного навантаження від вихідного рівня. Зниження вірусного навантаження на сьомий день дослідження в учасників, які отримували касиривімаб/імдевімаб, було більшим, ніж в учасників, які отримували плацебо. Проте найважливіші докази того, що сумісне застосування касиривімабу та імдевімабу можуть бути ефективними, є досягнення заздалегідь визначеної вторинної кінцевої точки, яка полягає у зменшенні звернень за медичною допомогою, пов'язаних з COVID-19, зокрема госпіталізацій та звернень до закладів невідкладної допомоги протягом 28 днів після проведення курсу лікування. Для учасників з високим ризиком розвитку важкої форми хвороби госпіталізація та звернення до закладу невідкладної допомоги відбувались у середньому в 3 % учасників, які отримували касиривімаб/імдевімаб, порівняно з 9 % серед групи плацебо. Вплив на вірусне навантаження, зменшення кількості госпіталізацій та звернень до закладів невідкладної допомоги були близькими у всіх учасників, які отримували будь-яку з двох доз касиривімабу/імдевімабу.
Сумісне застосування двох моноклональних антитіл в одному препараті повинно запобігати виникненню резистентних мутацій вірусу.